# Preto no Branco (álbum de Preto no Branco)
Preto no Branco é o álbum de estreia da banda homônima, lançado em dezembro de 2015 pelo selo Balaio Music, com distribuição da Sony Music Brasil.
Único disco do grupo com a participação de Eli Soares e Juninho Black como integrantes, se destacou pela música "Ninguém Explica Deus", gravada com participação da cantora Gabriela Rocha. A música se tornou o primeiro sucesso do grupo e foi a música religiosa mais executada do ano de 2016. Com a canção, a banda alcançou popularidade nacional em menos de um ano. A faixa também foi um dos clipes brasileiros mais assistidos na VEVO naquele ano, com mais de 60 milhões de visualizações.[carece de fontes?]
Atualmente, "Ninguém Explica Deus" é certificada com Diamente Triplo, é o videoclipe gospel mais visualizado no YouTube, com mais de 800 milhões de visualizações.

## Faixas
| N.º | Título                                                      | Duração |  |
| 1.  | "Tudo que Eu Sou"                                           |         |  |
| 2.  | "Não Pare de Crer"                                          |         |  |
| 3.  | "Tudo Coopera"                                              |         |  |
| 4.  | "Baseado em quê" (com participação de Salomão e Pedro Vuks) |         |  |
| 5.  | "Eu Te Agradeço" (com participação de Israel Salazar)       |         |  |
| 6.  | "Morada" (com participação de Ian Alone)                    |         |  |
| 7.  | "O Cego, a Mulher e o Publicano"                            |         |  |
| 8.  | "Os Sonhos de Deus" (com participação de Lukão Carvalho)    |         |  |
| 9.  | "Ninguém Explica Deus" (com participação de Gabriela Rocha) |         |  |
| 10. | "Nossa Canção" (com participação de Gabriela Rocha)         |         |  |
| 11. | "Não Quero Ser Mais Eu"                                     |         |  |
| 12. | "Preparado"                                                 |         |  |
| 13. | "Os Anjos Te Louvam"                                        |         |  |
| 14. | "Preto no Branco"                                           |         |  |